# Capsicum eshbaughii
Capsicum eshbaughii är en potatisväxtart som beskrevs av Barboza. Capsicum eshbaughii ingår i släktet spanskpepparsläktet, och familjen potatisväxter. Inga underarter finns listade i Catalogue of Life.